# Малеаты

Анион малеата (средняя соль) и гидромалеата (кислая соль)

Малеаты — класс органических веществ, соли и сложные эфиры малеиновой кислоты (цис-этилендикарбоновой кислоты), относящейся к непредельным двухосновным карбоновым кислотам. Соли имеют анион малеата.
Простейшие соли — малеат натрия, малеат калия. Типичный пример сложного эфира — диэтилмалеат. Так как кислота является двухосновной, может быть образовано 2 типа солей: кислые и средние (гидромалеат — кислая соль, малеат — средняя соль).

## Методы получения
Простейший способ — взаимодействие гидроксида/карбоната/гидрокарбоната (и др.) металла и малеиновой кислоты:
{\displaystyle {\ce {H2C4H2O4 + 2NaOH -> Na2C4H2O4 + 2H2O}}}
{\displaystyle {\ce {H2C4H2O4 + 2NaHCO3 -> Na2C4H2O4 + 2H2O + CO2}}}
{\displaystyle {\ce {H2C4H2O4 + Na2CO3 -> Na2C4H2O4 + H2O + CO2 ^}}}

## Химические свойства
Соли малеиновой кислоты ведут себя как обычные соли других кислот.